# Gasterochisma melampus
 Gasterochisma melampus és una espècie de peix de la família dels escòmbrids i de l'ordre dels perciformes.
Els mascles poden assolir els 164 cm de longitud total.